# Distretto municipale di Asunafo Nord
Il distretto municipale di Asunafo Nord (ufficialmente Asunafo North Municipal District, in inglese) è un distretto della regione di Ahafo del Ghana.